# Gare d'Ancy-sur-Moselle
La gare d'Ancy-sur-Moselle est une gare ferroviaire française de la ligne de Lérouville à Metz-Ville, située sur le territoire de la commune d'Ancy-sur-Moselle, dans le département de la Moselle en région Grand Est.
C'est une halte voyageurs de la Société nationale des chemins de fer français (SNCF) desservie par des trains TER Grand Est.

## Situation ferroviaire
Établie à 174 mètres d'altitude, la gare d'Ancy-sur-Moselle est située au point kilométrique (PK) 342,987 de la ligne de Lérouville à Metz-Ville, entre les gares ouvertes de Novéant et d'Ars-sur-Moselle. 
La gare compte trois quais: deux quais latéraux de 224 m et 160 m, ainsi qu'un quai central de 221 m. 

## Histoire
L'ancien bâtiment voyageurs de la gare, désaffecté, accueille aujourd’hui le siège de la Communauté de communes du Val de Moselle. Il s'agit du second bâtiment, construit au XXe siècle, qui possédait à l'origine une aile basse de cinq travées. Celui d'origine était plus petit et correspondait aux plans-types standard de la ligne.

## Fréquentation
De 2015 à 2024, selon les estimations de la SNCF, la fréquentation annuelle de la gare s'élève aux nombres indiqués dans le tableau ci-dessous.
| Année     | 2015   | 2016   | 2017   | 2018   | 2019   | 2020   | 2021   | 2022   | 2023   | 2024   |
| --------- | ------ | ------ | ------ | ------ | ------ | ------ | ------ | ------ | ------ | ------ |
| Voyageurs | 53 552 | 50 233 | 49 942 | 50 010 | 50 264 | 37 560 | 49 721 | 56 877 | 58 712 | 56 012 |

## Service des voyageurs

### Accueil
Halte SNCF, c'est un point d'arrêt non géré (PANG) à accès libre. Elle est équipée d'automates pour l'achat de titres de transport régionaux.
Une passerelle permet la traversée des voies et le passage d'un quai à l'autre.

### Desserte
Ancy-sur-Moselle est desservie par les trains TER Grand Est qui effectuent des missions entre les gares : de Nancy-Ville et de Metz-Ville, ou de Luxembourg.

### Intermodalité
Le stationnement des véhicules est possible à proximité de l'ancien bâtiment voyageurs.